# ヘゼキアー・ニャマウ
ヘゼキアー・ニャマウ (Hezahiah Nyamau、またはHezekiah Munyoro Nyamau 、1942年12月5日- )は、ケニアの陸上競技選手。1972年ミュンヘンオリンピックの金メダリストである。

## 経歴
ニャマウは、1968年メキシコシティーオリンピックの陸上競技に出場。男子400mでは準決勝どまりであったが、ダニエル・ルディシャ、ナフタリ・ボン、チャールズ・アサティとともにケニア代表として出場した4×400mリレーで、アメリカに次ぎ銀メダルを獲得。周囲を驚かせた。さらに、1970年のコモンウェルスゲームズの4×400mリレーでも金メダルを獲得。その年の9月には4×880yd(804.7m)リレーで7分11秒6の世界新記録を樹立。
ニャマウは、1972年ミュンヘンオリンピックへの2大会連続オリンピック出場を果たす。前回大会と同様、個人種目の400mでは準決勝どまりであったが、4×400mリレーでは、大本命のアメリカが出場しなかったため、アサティ、ロバート・オウコ、ジュリアス・サングのメンバーで、ケニアが金メダルを獲得した。